# Thành cổ Châu Sa
Thành cổ Châu Sa hay Amaravati là thủ đô của Vương quốc Amaravati, được người Chăm Pa xây dựng bằng đất vào thế kỷ thứ 9 tại xã Tịnh Châu, TP.Quảng Ngãi, tỉnh Quảng Ngãi, Việt Nam. Đây là loại thành Chăm bằng đất duy nhất ngày nay vẫn còn dấu tích.
Thành Châu Sa là di tích dân sự lớn nhất trong khu vực Quảng Nam- Quảng Ngãi thuộc châu Amaravati của Champa xưa. Niên đại của thành được xác định vào khoảng cuối thế kỷ IX đầu thế kỷ X. Cơ sở để xác định là tấm bia được tìm thấy trong khu vực thành. Bia Châu Sa có niên dại xác định là năm 903, trên bia có những thông tin về hai vị vua đầu tiên của vương triều Indrapura (875-982) là Indravarman II và Jaya Simhavarman. Vì vậy thành Châu Sa ít nhất là đã tồn tại trong thời kỳ vương triều Indrapura.

## Vị trí
Thành nằm trên tuyến quốc lộ 24B đi cảng Sa Kỳ - Dung Quất, thuộc xã Tịnh Châu, cách trung tâm thành phố Quảng Ngãi 7 km về phía đông bắc, phía nam giáp sông Trà Khúc, bắc giáp sông Hàm Giang về cảng biển Sa Kỳ. Thành có 2 gọng thành, nối thành nội với sông Trà Khúc.

## Đặc điểm
Thành hình chữ nhật, gần vuông, chạy theo hướng bắc- nam; dài 580m, rộng 540m; thành có bốn cửa, mở giữa bốn phía tường thành; rất có thể đây chỉ là thành nội vì theo như khảo sát của Lê Đình Phụng (1988) thì thành còn có hai gọng kìm và vòng thành ngoài rất rộng.
Thành đắp bằng đất, hiện tại đo được thành cao 4-6m, chận thành rộng 20-25m, mặt thành rộng 5-8m. Bốn góc thành hiện giờ có bốn ụ đất, có thể là dấu tích của bốn tháp canh. Quanh thành có hào nước rộng 20-25m. Cách thành 500m là khu tháp cổ Gò Phố.

## Lịch sử
Năm 1924, kiến trúc sư người Pháp Henri Parmentier đã tìm thấy ở đây các di chỉ văn hóa và đưa về trưng bày tại Bảo tàng Điêu Khắc Chăm Pa ở Đà Nẵng. Các dấu vết cho thấy thành cổ Châu Sa đã từng là trung tâm kinh tế của châu Amaravati thuộc Vương quốc Chăm Pa trước kia.
Năm 1994, tức sau 70 năm được phát hiện, thành mới được công nhận là di tích cấp quốc gia của Việt Nam. Việc chậm công nhận di tích cấp quốc gia có thể đã ảnh hưởng đến việc bảo vệ thành cổ; do trước khi được quan tâm, bờ thành đã bị người dân địa phương làm đường. Hiện nay, đây là nơi thu hút sự chú ý của các nhà khảo cổ.
Đặc biệt gần đây phát hiện ra dấu tích lò gốm và những tấm đất nung có liên quan đến Phật giáo ở Núi Chồi. Bằng biện pháp so sánh Ngô Văn Doanh và các và một số nhà khoa học khác đã xác định, các tiểu phẩm gốm ở Núi Chồi có niên đại thế kỷ X. Khi nghiên cứu Núi Chồi, phát hiện nhiều hiện vật có hình dáng, kích thước và các nhân vật thể hiện trên đất nung có nguồn gốc từ khu đền Chaya của vương quốc Srivijaya, thế kỷ VII-XIII, miền nam Thái Lan. Ngoài ra còn phát hiện nhiều loại gốm với nhiều chủng loại hoa văn khác nhau. Đó là những bằng chứng chứng tỏ mối quan hệ giữa dân cư thành Châu Sa với các khu vực trong vương quốc Champa và các quốc gia trong khu vực Đông Nam Á hải đảo. Như vậy ta có thể nói ít nhất là ở thế kỷ IX-X, thành Châu Sa là một trung tâm hành chính, kinh tế quan trọng của châu Amaravati, một địa điểm quan trọng thông thương với các nước trong khu vực.

## Liên kết
- Bảo Tàng Nghệ thuật Điêu Khắc ChămPa Đà Nẵng Lưu trữ ngày 29 tháng 9 năm 2006 tại Wayback Machine
- Tổng cục du lịch Việt Nam Lưu trữ ngày 16 tháng 6 năm 2006 tại Wayback Machine
- Web UBND tỉnh Quảng Ngãi Lưu trữ ngày 31 tháng 12 năm 2005 tại Wayback Machine
- Có thành Chămpa bị quên lãng Lưu trữ ngày 25 tháng 5 năm 2006 tại Wayback Machine (Báo Tuổi Trẻ Online)